# Зелёный Листок (посёлок)
Зелёный Листок — посёлок в Севском районе Брянской области России. Входит в состав Косицкого сельского поселения.

## История
В 1964 г. Указом Президиума ВС РСФСР посёлок Водянка переименован в Зелёный Листок.

## Население
| 2010 | 2013 |
| ---- | ---- |
| 0    | →0   |